# 日本の法人の種類の一覧
日本の法人の種類の一覧（にほんのほうじんのしゅるいのいちらん）は、日本法のもとで設立される法人の種類を五十音順で列挙する。ただし、設立に関する規定の無い法人の種類を含む（例: 町）。括弧内は、その種類の法人の設立根拠法等である。頭に「（廃止）」が付いているものは、廃止された種類の法人である（廃止されたもののうちごく一部のみ掲載）。廃止法令には，「（旧）」をつけている（日本法令索引調べ。）。
（なお、日本において、法人は、法律の規定によらなければ、成立しない。（民法33条1項））

## い
- 委託者保護基金（商品先物取引法271条1項）
- 医療法人（医療法39条）
- 一部事務組合（地方自治法2条1項、1条の3第1項、1条の3第3項、284条）
- 一般財団法人（一般社団法人及び一般財団法人に関する法律3条）
- 一般社団法人（一般社団法人及び一般財団法人に関する法律3条）

## え
- （廃止）塩業組合（（旧）塩業組合法）
- （廃止）塩業組合中央会（（旧）塩業組合法）
- （廃止）塩業組合連合会（（旧）塩業組合法）

## お
- 沖縄振興開発金融公庫（沖縄振興開発金融公庫法2条）

## か
- 会員商品取引所（商品先物取引法7条1項）
- 海運組合（内航海運組合法4条1項）
- 海運組合連合会（内航海運組合法58条、4条1項）
- （廃止）海外移住組合（（旧）海外移住組合法）
- （廃止）海外移住組合連合会（（旧）海外移住組合法）
- 外国人技能実習機構（外国人の技能実習の適正な実施及び技能実習生の保護に関する法律58条）
- 外国法事務弁護士法人（外国弁護士による法律事務の取扱いに関する特別措置法2条第3号の2、50条の2、50条の3）
- 貸金業協会（貸金業法25条2項）
- （廃止）貸室組合（（旧）貸家組合法）
- （廃止）貸室組合連合会（（旧）貸家組合法）
- （廃止）貸家組合（（旧）貸家組合法）
- （廃止）貸家組合連合会（（旧）貸家組合法）
- 学校法人（私立学校法3条）
- 合併特例区（市町村の合併の特例に関する法律27条、地方自治法1条の3第1項、2条1項）
- 株式会社（会社法2条、3条）
- （廃止）株式合資会社（商法）
- 監査法人（公認会計士法1条の3第3項、34条の2の2第1項）
- 管理組合法人（建物の区分所有等に関する法律47条1項、2項）

## き
- （廃止）生糸問屋業組合（（旧）蚕糸業組合法）
- （廃止）生糸輸出業組合（（旧）蚕糸業組合法）
- 企業組合（中小企業等協同組合法3条4号、4条1項）
- 企業年金基金（確定給付企業年金法3条1項2号、9条1項）
- 企業年金連合会（確定給付企業年金法91条の3第1項）
- 技術研究組合（技術研究組合法2条1項）
- 危険物保安技術協会（消防法16条の11）
- 協業組合（中小企業団体の組織に関する法律5条の3）
- 共済水産業協同組合連合会（水産業協同組合法2条、3条、5条）
- 行政書士会（行政書士法15条3項）
- 行政書士法人（行政書士法13条の3）
- 協同組合連合会（中小企業等協同組合法3条3号、4条1項）
- （廃止）漁業会（（旧）水産業団体法）
- 漁業共済組合（漁業災害補償法4条、5条1項）
- 漁業共済組合連合会（漁業災害補償法4条、5条1項）
- 漁業協同組合（水産業協同組合法2条、5条）
- 漁業協同組合連合会（水産業協同組合法2条、5条）
- （廃止）漁業組合（漁業法）
- （廃止）漁業組合連合会（漁業法）
- 漁業信用基金協会（中小漁業融資保証法3条）
- 漁業生産組合（水産業協同組合法2条、5条）
- 漁船保険組合（漁船損害等補償法4条、5条）
- 漁船保険中央会（漁船損害等補償法）
- 銀行等保有株式取得機構（銀行等の株式等の保有の制限等に関する法律5条、6条）
- 金融商品会員制法人（金融商品取引法88条1項）
- 勤労者財産形成基金（勤労者財産形成促進法7条の4、7条の6第1項）

## く
- （廃止）区（勅令を以て指定する市の区。東京市、京都市、大阪市の区）（市制）（※2025年現在において法人として存在する千代田区等の区については「特別区」を参照のこと）
- （廃止）郡（郡制）

## け
- 軽自動車検査協会（道路運送車両法76条の3）
- 県（地方自治法2条1項、1条の3（※いずれも設立に関する規定ではなく、法人格を認める規定である。））
- 健康保険組合（健康保険法9条1項）
- 健康保険組合連合会（健康保険法184条2項）
- 原子力損害賠償・廃炉等支援機構（原子力損害賠償・廃炉等支援機構法3条）
- 原子力発電環境整備機構（特定放射性廃棄物の最終処分に関する法律35条）

## こ
- 高圧ガス保安協会（高圧ガス保安法59条の3（※設立に関する規定ではなく、法人格を認める規定である。））
- 広域臨海環境整備センター（広域臨海環境整備センター法3条）
- 広域連合（地方自治法2条1項、1条の3第1項、1条の3第3項、284条）
- 公益財団法人（一般社団法人及び一般財団法人に関する法律2条2号及び公益社団法人及び公益財団法人の認定等に関する法律3条）
- 公益社団法人（一般社団法人及び一般財団法人に関する法律2条1号及び公益社団法人及び公益財団法人の認定等に関する法律3条）
- （廃止）工業組合（（旧）工業組合法）
- （廃止）工業組合連合会（（旧）工業組合法）
- 合資会社（会社法2条1号、3条）
- （廃止）厚生年金基金（厚生年金保険法）
- 更生保護法人（更生保護事業法2条6項）
- 合同会社（会社法2条1号、3条）
- 港務局（港湾法5条）
- 合名会社（会社法2条1号、3条）
- 小型船相互保険組合（船主相互保険組合法10条1項、2条1項）
- 小型船舶検査機構（船舶安全法25条の3）
- 国民健康保険組合（国民健康保険法14条、13条1項）
- 国民健康保険団体連合会（国民健康保険法83条2項、83条1項）
- 国民年金基金（国民年金法117条1項、115条）
- 国民年金基金連合会（国民年金法137条の4の2第1項、137条の4）
- 国立研究開発法人（独立行政法人通則法6条）
- 国立大学法人（国立大学法人法6条）
- 国家公務員共済組合（国家公務員共済組合法4条、3条1項）
- 国家公務員共済組合連合会（国家公務員共済組合法22条、21条1項）

## さ
- 財産区（地方自治法2条1項、1条の3第1項、1条の3第3項）
- （廃止）財団法人（民法）
- （廃止）産業組合（産業組合法）
- （廃止）産業組合製糸組合（（旧）蚕糸業組合法）
- （廃止）産業組合連合会（産業組合法）
- （廃止）蚕糸業会（（旧）蚕糸業法）
- （廃止）蚕糸協同組合（（旧）蚕糸業法）
- （廃止）蚕種業組合（（旧）蚕糸業組合法）

## し
- 市（地方自治法2条1項、1条の3第1号、1条の3第2号（※いずれも設立に関する規定ではなく、法人格を認める規定である。））
- 市街地再開発組合（都市再開発法8条1項）
- （廃止）市街地信用組合（（旧）市街地信用組合法）
- 事業協同組合（中小企業等協同組合法4条1項、3条）
- 事業協同小組合（中小企業等協同組合法4条1項、3条）
- 自主規制法人（金融商品取引法102条の2第1項）
- （廃止）施設組合（商工組合法）
- （廃止）市町村組合（市制）
- （廃止）市町村農業会（（旧）農業団体法）
- 自動車安全運転センター（自動車安全運転センター法3条）
- 司法書士会（司法書士法52条3項）
- 司法書士法人（司法書士法22条2項2号、26条）
- 社会福祉法人（社会福祉法22条等）
- 社会保険診療報酬支払基金（社会保険診療報酬支払基金法2条、1条）
- 社会保険労務士会（社会保険労務士法25条の26第3項）
- 社会保険労務士法人（社会保険労務士法25条の6）
- （廃止）社団法人（民法）
- 宗教法人（宗教法人法4条2項、4条1項）
- 住宅街区整備組合（大都市地域における住宅及び住宅地の供給の促進に関する特別措置法40条、37条1項）
- （廃止）住宅組合（住宅組合法）
- 酒造組合（酒税の保全及び酒類業組合等に関する法律4条1項、3条）
- 酒造組合中央会（酒税の保全及び酒類業組合等に関する法律83条、4条1項、3条）
- 酒造組合連合会（酒税の保全及び酒類業組合等に関する法律83条、4条1項、3条）
- 酒販組合（酒税の保全及び酒類業組合等に関する法律4条1項、3条）
- 酒販組合中央会（酒税の保全及び酒類業組合等に関する法律83条、4条1項、3条）
- 酒販組合連合会（酒税の保全及び酒類業組合等に関する法律83条、4条1項、3条）
- 準学校法人（私立学校法3条、64条4項、（準学校法人の名称については私立学校法施行規則6条1項6号））
- 商工会（商工会法4条）
- 商工会議所（商工会議所法2条1項）
- 商工会連合会（商工会法55条の4、55条の2）
- （廃止）商工協同組合（（旧）商工協同組合法）
- （廃止）商工協同組合中央会（（旧）商工協同組合法）
- 商工組合（中小企業団体の組織に関する法律6条1項）
- （廃止）商工組合中央会（商工組合法）
- 商工組合連合会（中小企業団体の組織に関する法律6条1項）
- 使用済燃料再処理機構（原子力発電における使用済燃料の再処理等の実施に関する法律11条、10条）
- 商店街振興組合（商店街振興組合法2条1項）
- 商店街振興組合連合会（商店街振興組合法2条1項）
- 消費生活協同組合（消費生活協同組合法4条）
- 消費生活協同組合連合会（消費生活協同組合法4条）
- 商品先物取引協会（商品先物取引法241条）
- 消防団員等公務災害補償等共済基金（消防団員等公務災害補償等責任共済等に関する法律15条）
- 職員団体（職員団体等に対する法人格の付与に関する法律（2条5項、3条。ただし、法人となる場合において。））
- 職業訓練法人（職業能力開発促進法32条1項）
- 職業能力開発協会（職業能力開発促進法53条1項（中央職業能力開発協会）、80条1項（都道府県職業能力開発協会））
- 信託財産（受託者が死亡した場合）（信託法74条、56条1項1号）
- 信用協同組合（中小企業等協同組合法4条1項、3条）
- 信用金庫（信用金庫法2条）
- 信用金庫連合会（信用金庫法2条）
- 信用保証協会（信用保証協会法2条）
- 森林組合（森林組合法5条1項、4条）
- 森林組合連合会（森林組合法5条1項、4条）

## す
- 水害予防組合（水害予防組合法2条）
- 水害予防組合連合（水害予防組合法71条2項）
- 水産加工業協同組合（水産業協同組合法5条、2条）
- 水産加工業協同組合連合会（水産業協同組合法5条、2条）
- （廃止）水産組合（漁業法）
- （廃止）水産組合連合会（漁業法）

## せ
- 生活衛生同業組合（生活衛生関係営業の運営の適正化及び振興に関する法律4条1項、3条）
- 生活衛生同業組合連合会（生活衛生関係営業の運営の適正化及び振興に関する法律56条、4条1項、3条）
- 生活衛生同業小組合（生活衛生関係営業の運営の適正化及び振興に関する法律52条の10第1項）
- 生産森林組合（森林組合法5条1項、附則抄2条）
- （廃止）製糸業組合（（旧）蚕糸業組合法）
- （廃止）製造業会（（旧）水産業団体法）
- 政党（政党交付金の交付を受ける政党等に対する法人格の付与に関する法律4条1項（政治資金規正法3条1項に規定する政治団体のうち、政党交付金の交付を受ける政党等に対する法人格の付与に関する法律3条1項の条件に該当するものが、法4条1項により登記したものについて））
- （廃止）製酪業組合（（旧）酪農業調整法）
- 税理士会（税理士法49条7項）
- 税理士法人（税理士法48条の2）
- 石炭鉱業年金基金（石炭鉱業年金基金法2条）
- 船員災害防止協会（船員災害防止活動の促進に関する法律20条、19条）
- 全国健康保険協会（健康保険法7条の3、7条の2第1項）
- 全国市町村職員共済組合連合会（地方公務員等共済組合法38条の2第4項）
- 全国社会保険労務士会連合会（社会保険労務士法25条の39、10条の2第1項、25条の26第3項）
- 全国中小企業団体中央会（中小企業等協同組合法71条1項、70条）
- （廃止）全国農業会（（旧）農業団体法）
- （廃止）全国農業会議所（農業委員会等に関する法律）
- 船主責任相互保険組合（船主相互保険組合法10条1項、2条1項）
- （廃止）全部事務組合（地方自治法）

## そ
- 相互会社（保険業法18条）
- 相続財産（相続人のあることが明らかでない場合）（民法951条）
- 村（地方自治法2条1項、1条の3第1項、1条の3第2項（※いずれも設立に関する規定ではなく、法人格を認める規定である。））
- 損害保険料率算出団体（損害保険料率算出団体に関する法律4条、3条1項）

## た
- 大学共同利用機関法人（国立大学法人法6条、2条5項）
- たばこ耕作組合（たばこ耕作組合法4条1項、2条）
- たばこ耕作組合中央会（たばこ耕作組合法4条1項、2条3号）
- たばこ耕作組合連合会（たばこ耕作組合法4条1項、2条2号）
- 団地管理組合法人（建物の区分所有等に関する法律66条、47条1項）

## ち
- （廃止）地方開発事業団（地方自治法）
- 地方議会議員共済会（地方公務員等共済組合法）
- 地方競馬全国協会（競馬法23条の11）
- 地方公共団体金融機構（地方公共団体金融機構法2条1項）
- 地方公共団体情報システム機構（地方公共団体情報システム機構法2条1項）
- 地方公務員共済組合（地方公務員等共済組合法4条1項、3条1項）
- 地方公務員共済組合連合会（地方公務員等共済組合法38条の2第4項）
- 地方公務員災害補償基金（地方公務員災害補償法3条）
- 地方住宅供給公社（地方住宅供給公社法2条）
- 地方税共同機構（地方税法763条1項、761条）
- 地方道路公社（地方道路公社法2条）
- 地方独立行政法人（地方独立行政法人法5条）
- 中央職業能力開発協会（職業能力開発促進法53条1項、52条）
- （廃止）中央水産業会（（旧）水産業団体法）
- （廃止）中央農業会（（旧）農業団体法）
- 中央労働災害防止協会（労働災害防止団体法9条1項、8条）
- 中小企業団体中央会（中小企業等協同組合法71条1項、70条）
- 町（地方自治法2条1項、1条の3第1項、1条の3第2項（※いずれも設立に関する規定ではなく、法人格を認める規定である。））
- （廃止）町村組合（町村制）

## て
- 電力広域的運営推進機関（電気事業法28条の5、28条の4）

## と
- 都（地方自治法2条1項、1条の3第1項、1条の3第2項（※いずれも設立に関する規定ではなく、法人格を認める規定である。））
- 道（地方自治法2条1項、1条の3第1項、1条の3第2項（※いずれも設立に関する規定ではなく、法人格を認める規定である。））
- （廃止）同業組合（（旧）重要物産同業組合法）
- （廃止）同業組合連合会（（旧）重要物産同業組合法）
- （廃止）統制会（（旧）国家総動員法および重要産業団体令）
- （廃止）統制組合（（旧）国家総動員法および重要産業団体令）
- 投資者保護基金（金融商品取引法79条の22、79条の21）
- 投資法人（投資信託及び投資法人に関する法律61条）
- （廃止）統制組合（（旧）商工組合法）
- （廃止）道府県農業会（（旧）農業団体法）
- 特定非営利活動法人（特定非営利活動促進法2条2項）
- 特定目的会社（資産の流動化に関する法律13条1項）
- 特別区（地方自治法2条1項、1条の3第1項、1条の3第3項（※いずれも設立に関する規定ではなく、法人格を認める規定である。））
- 独立行政法人（独立行政法人通則法6条）
- 土地開発公社（公有地の拡大の推進に関する法律11条）
- 土地改良区（土地改良法13条）
- 土地改良区連合（土地改良法84条、13条）
- 土地改良事業団体連合会（土地改良法111条の3、111条の2）
- 土地家屋調査士会（土地家屋調査士法47条）
- 土地家屋調査士法人（土地家屋調査士法26条）
- 土地区画整理組合（土地区画整理法22条、14条1項）
- 特許業務法人（弁理士法2条7項）
- （廃止）都道府県水産業会（（旧）水産業団体法）
- （廃止）都道府県農業会議（農業委員会等に関する法律）
- （廃止）都道府県林業会（（旧）林業会法）

## に
- 日本行政書士会連合会（行政書士法18条の5、15条3項）
- 日本銀行（日本銀行法6条）
- 日本勤労者住宅協会（日本勤労者住宅協会法3条）
- 日本下水道事業団（日本下水道事業団法2条）
- 日本公認会計士協会（公認会計士法43条）
- （廃止）日本国有鉄道（（旧）日本国有鉄道法）
- 日本司法支援センター（総合法律支援法15条、13条）
- 日本司法書士会連合会（司法書士法66条、52条3項）
- 日本商工会議所（商工会議所法2条1項）
- 日本消防検定協会（消防法21条の18）
- 日本私立学校振興・共済事業団（日本私立学校振興・共済事業団法3条）
- 日本税理士会連合会（税理士法49条の13第3項）
- 日本赤十字社（日本赤十字社法4条1項）
- （廃止）日本専売公社（日本専売公社法）
- 日本中央競馬会（日本中央競馬会法2条）
- 日本電気計器検定所（日本電気計器検定所法2条）
- （廃止）日本電信電話公社（（旧）日本電信電話公社法）
- （廃止）日本道路公団（（旧）日本道路公団法）
- 日本土地家屋調査士会連合会（土地家屋調査士法61条、47条3項）
- 日本年金機構（日本年金機構法3条）
- 日本弁護士連合会（弁護士法45条3項）
- 日本弁理士会（弁理士法56条）
- 日本放送協会（放送法16条、2条9号）
- 日本水先人会連合会（水先法55条3項）
- （廃止）日本郵政公社（（旧）日本郵政公社法）
- （廃止）日本林業会（（旧）林業会法）
- 認可金融商品取引業協会（金融商品取引法67条）
- 認可地縁団体（地方自治法）

## の
- 農業共済組合（農業保険法3条）
- 農業共済組合連合会（農業保険法3条）
- 農業協同組合（農業協同組合法4条）
- （廃止）農業協同組合中央会（農業協同組合法）
- 農業協同組合連合会（農業協同組合法4条）
- 農業信用基金協会（農業信用保証保険法3条）
- 農事組合法人（農業協同組合法72条の6）
- （廃止）農事実行組合（（旧）産業組合法）
- 農住組合（農住組合法3条1項）
- 農水産業協同組合貯金保険機構（農水産業協同組合貯金保険法3条）
- 農林中央金庫（農林中央金庫法2条）

## は
- （廃止）馬匹組合（（旧）馬匹組合法）
- （廃止）馬匹組合連合会（馬匹組合法）

## ふ
- 府（地方自治法2条1項、1条の3第1項、1条の3第2項（※いずれも設立に関する規定ではなく、法人格を認める規定である。））
- （廃止）府県組合（府県制）
- 負債整理組合（農村負債整理組合法12条）

## へ
- 弁護士会（弁護士法31条2項）
- 弁護士法人（弁護士法30条の2第1項）

## ほ
- 防災街区計画整備組合（密集市街地における防災街区の整備の促進に関する法律41条1項）
- 防災街区整備事業組合（密集市街地における防災街区の整備の促進に関する法律133条1項）
- （廃止）牧野組合（牧野法）
- 保険契約者保護機構（保険業法261条）

## ま
- マンション敷地売却組合（マンションの建替え等の円滑化に関する法律117条1項、116条）
- マンション建替組合（マンションの建替え等の円滑化に関する法律6条1項、5条1項）

## み
- 水先人会（水先法48条3項）

## む
- （廃止）無限責任中間法人（（旧）中間法人法）

## や
- （廃止）役場事務組合（地方自治法）

## ゆ
- （廃止）有限会社（（旧）有限会社法） - 特例有限会社として存続
- 有限責任事業組合（LLP；有限責任事業組合契約に関する法律） - 法人格はない
- （廃止）有限責任中間法人（（旧）中間法人法）
- 輸出組合（輸出入取引法8条）
- 輸出水産業組合（輸出水産業の振興に関する法律8条1項、7条）
- 輸入組合（輸出入取引法19条の2）

## よ
- （廃止）養蚕業組合（（旧）蚕糸業組合法）
- （廃止）養蚕実行組合（（旧）蚕糸業組合法）
- 預金保険機構（預金保険法3条）

## り
- （廃止）林産組合（（旧）林業会法）

## ろ
- 労働金庫（労働金庫法3条）
- 労働金庫連合会（労働金庫法3条）
- 労働組合（ただし法人であるものについて）（労働組合法11条）
- 労働災害防止協会（労働災害防止団体法9条1項、8条2号）
- 労働者協同組合（労働者協同組合法）